# Хандига (село)
Хандига (рус. Хандыга) урбано је мање насеље у Јакутије, 445 км североисточно од Јакутска, административни је центар Томпонског рејона у источном делу Јакутије. Бивши је дистрибутивни центар ГУЛага.
Насеље је смештено на аутопуту Колима (Магадан-Јакутск"). Има луку на реци Алдан и редован путнички сервис водом са Јакутском.
Насеље има 6.523 становника (2013).

## Становништво
| 1959. | 1970. | 1979. | 1989. | 2002. | 2010. |
| ----- | ----- | ----- | ----- | ----- | ----- |
| 4.049 | 5.703 | 7.176 | 9.536 | 7.025 | 6.638 |